# Svetlana Zaboloejeva
Svetlana Aleksandrovna Zaboloejeva (Russisch: Светлана Александровна Заболуева) (heette na haar eerste huwelijk Antipova en na haar tweede huwelijk Belova) (Mytisjtsji, Oblast Moskou, 20 augustus 1966) is een voormalig basketbalspeelster die uitkwam voor het nationale basketbalteam van de Sovjet-Unie en het Gezamenlijk team en voor Rusland. Ze werd Meester in de sport van Rusland in 1992.

## Carrière
Zaboloejeva begon haar carrière bij CSKA Moskou in 1989. Met die club werd ze zes keer Landskampioen van Rusland in 1992, 1993, 1994, 1995, 1996 en 1997. Ook won ze één keer de Ronchetti Cup. Ze won de finale in 1997 van Carpiparma Parma uit Italië over twee wedstrijden met 72-54 en 71-59. In 1998 verhuisde ze naar Dinamo Moskou. Met die club werd ze één keer Landskampioen van Rusland in 1999. In 1999 stopte ze met basketballen.
Met het Gezamenlijk team won Zaboloejeva een gouden medaille op de Olympische Spelen in 1992. Met het nationale team van Rusland won ze op het Wereldkampioenschap zilver in 1998. Ook won ze brons in 1999 en goud in 1989 en 1991 op de Europese Kampioenschappen.

## Privé
Zaboloejeva was getrouwd met een basketbalspeler Sergej Antipov en later met Sergej Belov.

## Erelijst
- Landskampioen Rusland: 7
  - Winnaar: 1992, 1993, 1994, 1995, 1996, 1997, 1999
  - Tweede: 1998
- Ronchetti Cup: 1
  - Winnaar: 1997
- Olympische Spelen: 1
  - Goud: 1992
- Wereldkampioenschap:
  - Zilver: 1998
- Europees Kampioenschap: 2
  - Goud: 1989, 1991
  - Brons: 1999